# 拉伯维尔
拉伯维尔（法語：Labeuville，法語發音：[labøvil]）是法国默兹省的一个市镇，属于凡尔登区。

## 地理
拉伯维尔（49°5'49"N, 5°47'34"E）面积9.58 平方千米，位于法国大東部大區默兹省，该省份为法国西北部内陆省份，北与比利时接壤，西接马恩省和阿登省，南至上马恩省和孚日省，东临默尔特-摩泽尔省。
与拉伯维尔接壤的市镇（或旧市镇、城区）包括：阿拉蒙、布兰维尔、栋库尔欧唐普利耶、阿尔维尔、瓦夫尔地区容维尔、瓦夫尔地区拉图尔、穆洛特、瓦夫尔地区圣伊莱尔。

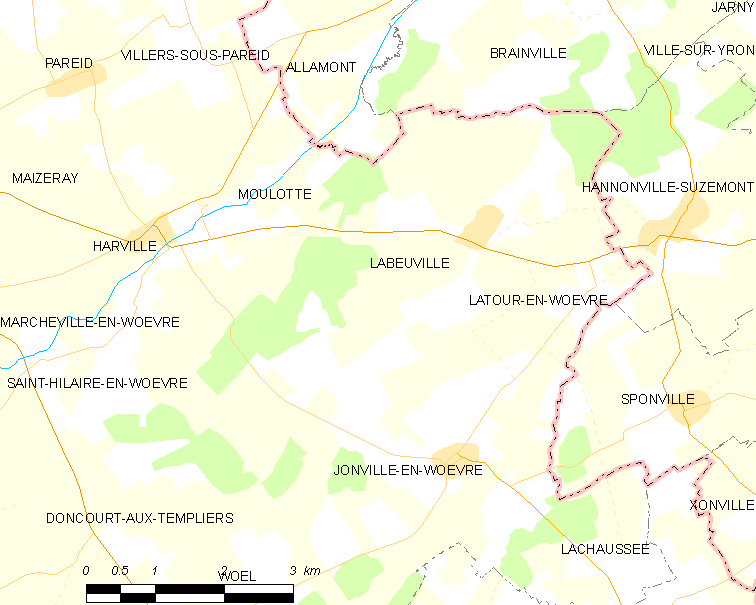
拉伯维尔的OSM定位图

拉伯维尔的时区为UTC+01:00、UTC+02:00（夏令时）。

## 行政
拉伯维尔的邮政编码为55160，INSEE市镇编码为55265。

## 政治
拉伯维尔所属的省级选区为埃坦县。

## 人口

1962-2008年间拉伯维尔人口变化图示

拉伯维尔于2022年1月1日时的人口数量为140人。